# NGC 2369B
NGC 2369B is een balkspiraalstelsel in het sterrenbeeld Kiel. Het bevindt zich in de buurt van NGC 2369 en NGC 2369A.

## Synoniemen
- ESO 123-5
- IRAS07199-6157
- PGC 20717